# 小行星3678
小行星3678（英語：3678 Mongmanwai）是一颗围绕太阳公转的小行星。1966年1月20日，紫金山天文台在南京发现了此天体。
这颗小行星的绝对星等为51.59885等。